# Joakim Mæhle
 Joakim Mæhle Pedersen (* 20. Mai 1997 in Østervrå) ist ein dänischer Fußballspieler. Er steht beim Bundesligisten VfL Wolfsburg unter Vertrag und ist dänischer Nationalspieler.

## Karriere

### Verein
Mæhle begann mit dem Fußballspielen bei Østervrå IF in seinem Geburtsort Østervrå in Nordjütland und wechselte im Alter von zwölf Jahren in das Nachwuchsleistungszentrum des Partnervereins Aalborg BK. Am 7. August 2016 debütierte er im Alter von 19 Jahren in der Superligaen, als er beim 2:1-Auswärtssieg am vierten Spieltag der Saison 2016/17 gegen den FC Nordsjælland in der 89. Minute für Thomas Enevoldsen eingewechselt wurde. Als Tabellensiebter musste Aalborg BK in die Abstiegsrunde, in der sie sich für die Play-offs um die Teilnahme an der UEFA Europa League qualifizierten. Dort scheiterte Aalborg an Randers FC. Im Sommer 2017 wechselte Mæhle nach Belgien zu KRC Genk und unterschrieb einen Dreijahresvertrag mit einer Option auf ein weiteres Jahr. Zum Ende der Saison 2017/18 qualifizierte sich der Club für die Qualifikation zur UEFA Europa League 2018/19. Dort schied Genk in der Play-off-Runde aus.
In der Saison 2018/19 wurde Joakim Mæhle mit Genk belgischer Meister, wodurch er in der Saison 2019/20 auch in der Champions League spielte. Mit KRC Genk schied er in der Königsklasse nach der Gruppenphase aus, als der Verein hinter dem Titelverteidiger FC Liverpool, dem SSC Neapel und dem FC Salzburg auf dem letzten Platz stand.
Am 11. September 2019 gab der Verein eine Verlängerung seines Vertrages bis 2023 bekannt. Vor Weihnachten 2020 wechselte Mæhle zur Öffnung des Transferfensters zum 5. Januar 2021 zu Atalanta Bergamo nach Italien. Im Rest der Saison 2020/21 bestritt er 20 von 24 möglichen Ligaspielen für Bergamo sowie drei Pokalspiele und zwei Spiele in der Champions League. In der Saison 2021/22 waren es 26 von 38 Ligaspielen, ein Pokalspiel und acht Spiele im Europapokal, jeweils mit einem geschossenen Tor und in der darauffolgenden Saison 2022/23 34 von 38 Ligaspielen und zwei Pokalspiele, bei denen ihm insgesamt drei Tore gelangen.
Anfang August 2023 wechselte er nach Deutschland zum Bundesligisten VfL Wolfsburg.

### Nationalmannschaft
Mæhle absolvierte ein Spiel für die dänische U20-Auswahl und gab am 6. Oktober 2017 beim 5:2-Sieg im EM-Qualifikationsspiel in Aalborg sein Debüt für die dänische U21-Nationalmannschaft.
Bei der U21-Europameisterschaft 2019 gehörte er zum Kader der dänischen U21-Nationalmannschaft und stand bei zwei von drei Gruppenspielen während der gesamten Spieldauer auf dem Platz. Dänemark schied nach der Gruppenphase als Zweiter aus.
Sein erstes Länderspiel für die A-Nationalmannschaft bestritt Mæhle am 5. September 2020 gegen Belgien im Rahmen der Nations League 2020/21. Von den sechs Spielen dieser Austragung der Nations League bestritt er vier.
Bei der infolge der COVID-19-Pandemie erst 2021 ausgetragenen Europameisterschaft 2020 gehörte er zum dänischen Kader und spielte in allen sechs Spielen bis zum Ausscheiden im Halbfinale. Insgesamt schoss er während des Turniers zwei Tore. Er wurde in allen sechs auf die Europameisterschaft folgenden Qualifikationsspielen zur Weltmeisterschaft 2022 eingesetzt und gehörte dann auch bei der Weltmeisterschaft zum dänischen Kader. Dort bestritt er alle drei Gruppenspiele, nach denen Dänemark ausschied.
Ebenso bestritt er alle sechs zwischen Qualifikation und Weltmeisterschaft ausgetragenen Spiele der Nations League 2022/23.
In der Qualifikation für die EM 2024 wurde er in acht der zehn Spiele eingesetzt. Die Dänen qualifizierten sich als Gruppensieger für die Endrunde, für die er wieder nominiert wurde.

## Erfolge
- Belgischer Meister: 2018/19 (KRC Genk)
- Belgischer Superpokalsieger: 2020